# Geronimo
Geronimo (vero nome in chiricahua Goyaałé, lett. "quello che sbadiglia", AFI: [kòjàːɬɛ́]; spesso deformato in Goyathlay o Goyathle; Arizpe, 16 giugno 1829 – Fort Sill, 17 febbraio 1909) è stato un condottiero nativo americano.
Fu uno dei più famosi capi degli Apache e per oltre venticinque anni guerreggiò contro gli Stati Uniti d'America e la loro espansione a occidente. Scrisse molti libri tra i quali anche la sua autobiografia My life.

## Biografia
Geronimo nacque nei pressi del fiume Gila, all'epoca territorio messicano (oggi parte del New Mexico, negli Stati Uniti), di fatto occupato dagli Apache Bedonkohe (talvolta chiamati Mogollones), sottodivisione degli Ndendahe, mentre gli Apache Nednhi Ndendahe erano stanziati più a sud, nelle zone di Carrizal (Carrizaleños) e di Janos (Janeros), nell'attuale Chihuahua.
Geronimo era, appunto, un Bedonkohe Ndendahe Apache, nipote di Mahko (capo supremo degli Ndendahe) e figlio del figlio di costui, Taklishim, ma, per la sua successiva associazione coi Chiricahua Apache (specialmente dopo la morte di Cochise), è spesso considerato, invece, un Chiricahua. Crebbe divenendo un rispettato sciamano e un esperto guerriero che combatté frequentemente contro le truppe messicane, dapprima al seguito di Luis - all'epoca capo della banda Bedonkohe Ndendahe (avendo assunto il ruolo altrimenti naturalmente spettante proprio a Taklishim) - e del grande Mangas Coloradas, e poi in associazione con Juh e con Victorio e, dopo la morte di quest'ultimo, con Nana, Mangus (figlio minore di Mangas Coloradas) e Naiche (figlio minore di Cochise, subentrato al comando dei Chiricahuas dopo la morte del fratello maggiore Tahzay grazie al sostegno di Nahilzay, fidato luogotenente del padre). Fu soprannominato dal proprio popolo "il Sognatore" perché asseriva di essere in grado di vedere il futuro; effettivamente, Geronimo fu, insieme al Cibecue Coyotero Nakai-doklini (o Nokai-delklinne), il di-yin più considerato nella seconda metà del secolo XIX. I suoi avversari messicani gli diedero invece il soprannome di "Geronimo", un nome di origine greca in uso anche in lingua spagnola e lingua italiana, spesso in alternativa al nome Gerolamo.
Dopo il massacro di Kasyeh compiuto dai messicani nel 1851, nel quale perdette la moglie, i tre figli e la madre, divenne implacabile nemico dei messicani e combatté contro un sempre maggior numero di truppe messicane e statunitensi; divenne famoso per il suo coraggio e per essere sfuggito numerose volte alla cattura, ma anche per un carattere estremamente sospettoso e per un'astuzia al limite della doppiezza, tanto più rimarcata a fronte dell'assoluta lealtà del suo contemporaneo Victorio.

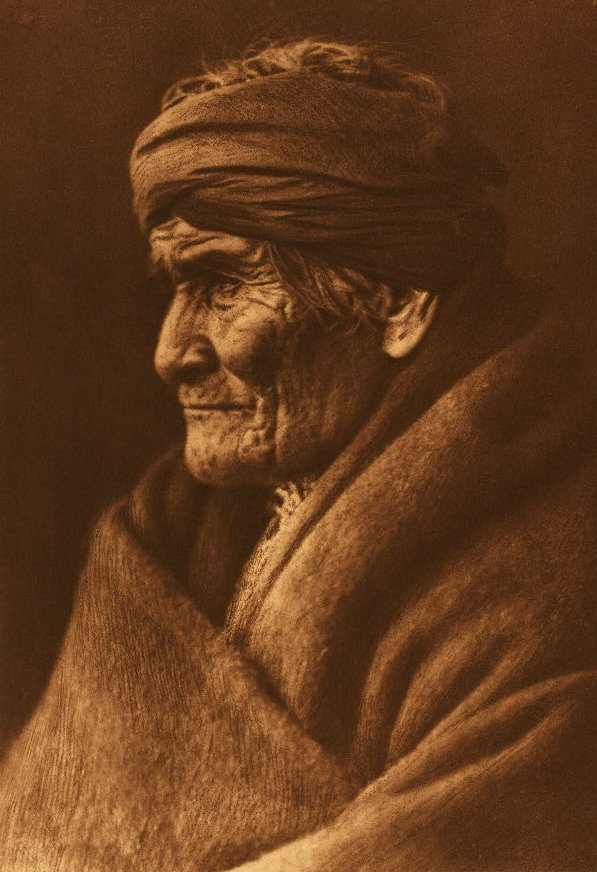
Geronimo nel 1905, in una foto di Edward Sheriff Curtis

Geronimo, guerriero indubbiamente coraggioso e abile, divenne un capo di primo piano soltanto dopo la morte dei grandi capi delle precedenti generazioni (quali Mangas Coloradas, Cuchillo Negro e il più giovane, rispetto ai precedenti, Cochise) e dei propri coetanei Victorio e Juh, associandosi in particolare con Nana, del quale sposò una figlia, Pionsenay, Mangus, Naiche.
Le forze di Geronimo divennero l'ultimo grande gruppo di combattimento di nativi americani che si rifiutò di riconoscere il governo degli Stati Uniti nell'Ovest dell'America. Questa lotta giunse a termine il 4 settembre 1886, quando Geronimo si arrese al tenente Charles B. Gatewood (che aveva conquistato il suo rispetto anni prima); successivamente fu consegnato al generale Nelson Miles dell'esercito statunitense a Skeleton Canyon, Arizona. In realtà, però, l'ultimo capo ad arrendersi non fu Geronimo ma Mangus, figlio minore di Mangas Coloradas, nel frattempo divenuto tutore anche della famiglia di Juh, con i suoi 11 seguaci (tre guerrieri, cinque donne - o due donne e tre bambini - e tre ragazzi - oltre al figlio dello stesso Mangus, il figlio superstite di Victorio e il figlio superstite di Juh), che si arrese soltanto il 19 ottobre 1886.
Geronimo venne mandato in prigione a Fort Pickens (Florida). Nel 1894 venne trasferito a Fort Sill (Oklahoma). In età avanzata divenne una specie di celebrità, comparendo alle fiere e vendendo sue fotografie e altri oggetti personali (particolarmente ironico fu il sistema escogitato dall'ormai anziano di-yin per la vendita dei "suoi" cappelli, che vendeva alle fiere comprandone quando la scorta era esaurita), ma non gli fu permesso di fare ritorno alla sua terra natia. Cavalcò durante la parata inaugurale del presidente Theodore Roosevelt, nel 1905; il lungo periodo trascorso in prigionia e nel confino della riserva di Fort Sill, con ripetuti incontri con giornalisti e fotografi, fu comunque utile al consolidamento del suo mito, permettendogli di raggiungere livelli di considerazione come leader della resistenza Apache che i suoi contemporanei Apache non gli avrebbero accreditato, senza togliere alcunché alle sue indubbie doti di coraggio, astuzia e capacità nell'esercizio della guerriglia.
Caduto da cavallo, rimase all'addiaccio e fu trovato solo il giorno seguente. Due giorni dopo morì di polmonite a Fort Sill il 17 febbraio 1909. Le sue ultime parole furono riferite a suo nipote: "Non avrei mai dovuto arrendermi, avrei dovuto combattere fino a quando non fossi stato l'ultimo uomo vivo".
Secondo una convinzione diffusa, le spoglie del guerriero nativo americano  sarebbero state trafugate nel 1918 da un gruppo di studenti universitari di Yale facenti parte della setta segreta  «Skull and Bones»; tra questi figurerebbe Prescott Bush, rispettivamente padre e nonno di due presidenti degli Stati Uniti, George H. W. Bush (1989-1993) e George W. Bush (2001-2009). Il teschio sarebbe stato conservato in una teca di vetro e utilizzato durante il rito di iniziazione.
Oggi Geronimo riposa nel Beef Creek Apache Cemetery a Lawton, Oklahoma.

## Riferimenti nella cultura di massa
Geronimo è una figura popolare del cinema e della televisione, il suo personaggio è comparso in numerosi film e telefilm.

### Cinema
- L'ultimo pellirossa (USA, 1939) di Paul Sloane, con Preston Foster, Ellen Drew, Andy Devine, Victor Daniels (Geronimo);
- Geronimo! (USA, 1962) di Arnold Laven, con Martin Ross, Chuck Connors (Geronimo);
- Geronimo (USA, 1993) di Walter Hill, con Jason Patric, Gene Hackman, Robert Duvall, Wes Studi (Geronimo).

Nel 1940, la notte prima del loro primo lancio, i paracadutisti di Fort Benning videro un film su Geronimo, e cominciarono a gridare il suo nome durante i lanci.

### Fumetti
- Geronimo è il protagonista della serie "Geronimo" edita dalla casa editrice Cerretti dal 1971 al 1978.
- Geronimo è apparso nella storia a fumetti Il vigilante di Pizen Bluff, di Don Rosa, capitolo della Saga di Paperon de' Paperoni.
- Geronimo è apparso nell'episodio di Tex Willer Il carro di fuoco, del 1984.
- Geronimo è al centro dell'episodio L'ultimo apache della serie di Gino D'Antonio Storia del West, ed.Araldo orig. 1967, ristampata CEPIM 1990, ristampata 2013 da Il Sole24Ore.
- Geronimo è il protagonista della graphic novel Indeh, scritta da Ethan Hawke.
- Geronimo compare nel ciclo cosiddetto di Mister Blueberry (parte della serie Blueberry), in particolare nell'episodio Geronimo l'apache, pubblicato in Francia nel 1999.

### Guerra
"Operazione Geronimo" è il nome dato all'operazione ordita dagli Stati Uniti d'America per la cattura di Osama Bin Laden. Al momento del ritrovamento, i Navy Seals in collegamento con la Casa Bianca trasmisero in codice: "Abbiamo Geronimo".

### Musica

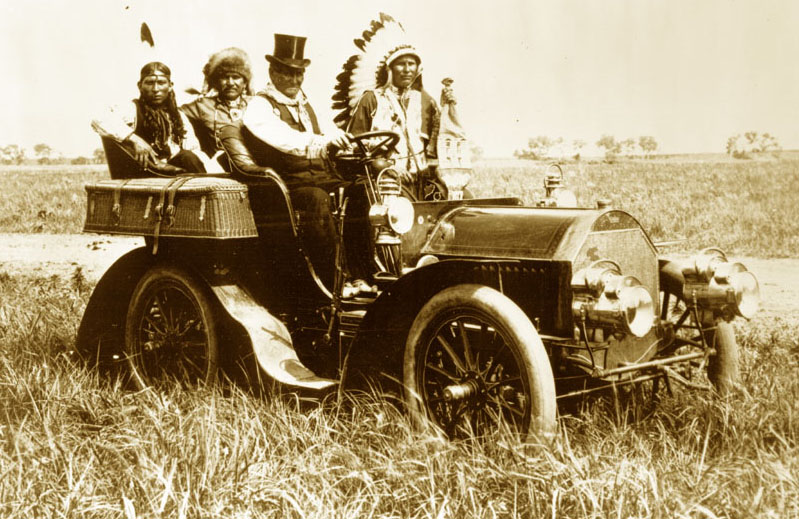
Geronimo in una Locomobile Model C del 1905, scattata al 101 Ranch dei fratelli Miller situato a sud-ovest di Ponca City, Oklahoma, 11 giugno 1905

- A lui è ispirata la canzone Geronimo degli Shadows, scritta da H. Marvin e uscita nel 1963.
- Nel brano Indian Sunset di Elton John, pubblicato nel 1971 nell'album Madman Across The Water, si dice che Geronimo è stato ucciso dal piombo dei soldati americani mentre stava deponendo le armi. In realtà è morto di polmonite in età avanzata.
- A lui è ispirata la canzone Geronimo degli Sheppard, uscita nel 2014.